# Idiotarod

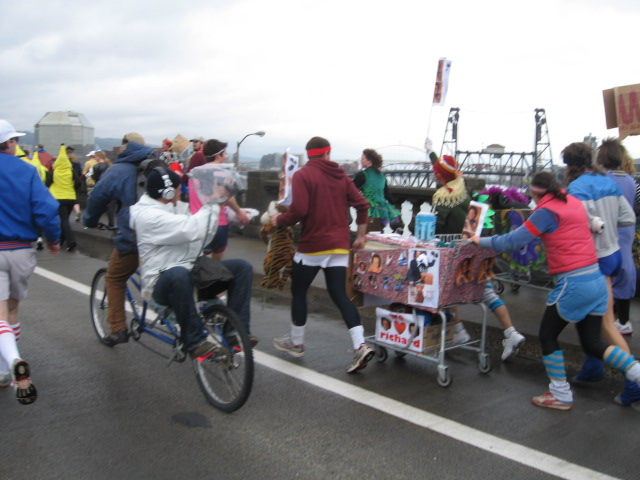
Participantes fantasiados da corrida Idiotarod Urbana sobre a ponte Burnside em carrinhos de compras

A Idiotarod é uma corrida de carrinho de supermercado em que equipes de cinco ou mais "idiotas" com um carrinho (às vezes modificado) correm pelas ruas de uma grande área metropolitana. Os carrinhos são geralmente temáticos e apresentam pessoas fantasiadas. As corridas são competições divertidas onde sabotagem, fantasias e outros esforços são recompensados; algumas cidades oferecem um prêmio de "Melhor da Exposição". Sabotagem, como tropeçar em competidores, jogar bolinhas de gude ou grandes obstáculos em seus caminhos e a disseminação de informações incorretas, como informações falsas sobre rotas, eram comuns nos primeiros anos.
O nome é derivado da Iditarod Trail Sled Dog Race, uma corrida de trenós puxados por cães de 1.600 quilômetros no Alasca.
Idiotarods ocorreram em Ann Arbor, Asheville, Austin, Boston, Chicago, Cincinnati, Dallas, Denver, Iowa City, Nova Iorque, Phoenix, Portland, Salt Lake City, Seattle, St. Louis, Toronto, Los Angeles, Vancouver e Washington, D.C., embora a corrida original tenha ocorrido em San Francisco em 1994 como a "Iditarod Urbana".

## Reivindicação de marca registrada
Em 2014, a Iditarod Trail Sled Dog Race enviou uma ordem de cessação e desistência à Idiotarod NYC, afirmando que o nome "Idiotarod" infringia sua marca registrada. A Idiotarod NYC caracterizou a carta como "ameaças frívolas de ação legal", mas renomeou o evento para "Idiotarodorama NYC (também conhecido como 'The Desistarod')".